# Eliminatórias da Copa do Mundo FIFA de 2018 - Oceania
A zona oceânica das eliminatórias da Copa do Mundo FIFA de 2018 foi disputada de 31 de agosto de 2015 até 5 de setembro de 2017. Foi a única zona das eliminatórias que não teve vaga direta para a Copa do Mundo FIFA de 2018, apenas uma vaga para a repescagem.

## Formato
O formato foi aprovado pelo Comitê Executivo da OFC em 29 de março de 2014.
- Primeira fase:  Samoa Americana,  Ilhas Cook,  Samoa e  Tonga irão jogar entre si em apenas um grupo. O primeiro colocado do grupo avança para a Copa das Nações da OFC de 2016 (segunda fase).
- Segunda fase (Copa das Nações da OFC de 2016): As oito equipes ( Fiji,  Nova Caledônia,  Nova Zelândia,  Papua-Nova Guiné,  Ilhas Salomão,  Taiti e  Vanuatu) serão sorteadas em dois grupos de quatro equipes cada grupo. Os três primeiros colocados de cada grupo avançarão para a terceira fase.
- Terceira fase: As seis equipes qualificadas se enfrentarão em dois grupos, de três equipes cada, jogando partidas de ida e volta. O primeiro colocado de cada grupo classificar-se-á para uma final, que será disputa em partidas de ida e volta, com o vencedor desta disputa classificando-se para a repescagem intercontinental.

## Participantes
Entre parênteses, a sua posição no ranking da FIFA.
- Nova Zelândia (135)
- Nova Caledônia (153)
- Taiti (166)
- Ilhas Salomão (183)
- Vanuatu (191)
- Fiji (192)
- Samoa (192)
- Tonga (196)
- Papua-Nova Guiné (199)
- Samoa Americana (200)
- Ilhas Cook (206)

## Primeira fase
|  | Equipe qualificada para a Copa das Nações de 2016 (segunda fase) |
|  | Equipes eliminadas.                                              |

| Pos. | Equipe          | Pts | J | V | E | D | GP | GC | SG |
| ---- | --------------- | --- | - | - | - | - | -- | -- | -- |
| 1    | Samoa           | 6   | 3 | 2 | 0 | 1 | 6  | 3  | +3 |
| 2    | Samoa Americana | 6   | 3 | 2 | 0 | 1 | 6  | 4  | +2 |
| 3    | Ilhas Cook      | 6   | 3 | 2 | 0 | 1 | 4  | 2  | +2 |
| 4    | Tonga           | 0   | 3 | 0 | 0 | 3 | 1  | 8  | –7 |

## Segunda fase
O sorteio para essa fase foi realizado em 25 de junho de 2015, no Konstantinovsky Palace, em São Petersburgo.
Legenda
|  | Equipes classificadas à fase final da Copa das Nações e a terceira fase das eliminatórias |
|  | Equipes classificadas à terceira fase das eliminatórias                                   |
|  | Equipes eliminadas                                                                        |

### Grupo A
| Pos | Equipe               | Pts | J | V | E | D | GP | GC | SG  | Classificado                                                                     |  | PNG | NCL | TAH | SAM |
| --- | -------------------- | --- | - | - | - | - | -- | -- | --- | -------------------------------------------------------------------------------- |  | --- | --- | --- | --- |
| 1   | Papua-Nova Guiné (H) | 5   | 3 | 1 | 2 | 0 | 11 | 3  | +8  | Qualificação para Copa das Nações da OFC de 2016 e Qualificação para Quarta Fase |  | —   | 1–1 | 2–2 | —   |
| 2   | Nova Caledônia       | 5   | 3 | 1 | 2 | 0 | 9  | 2  | +7  | Qualificação para Copa das Nações da OFC de 2016 e Qualificação para Quarta Fase |  | —   | —   | —   | 7–0 |
| 3   | Taiti                | 5   | 3 | 1 | 2 | 0 | 7  | 3  | +4  | Qualificação para Quarta Fase                                                    |  | —   | 1–1 | —   | 4–0 |
| 4   | Samoa                | 0   | 3 | 0 | 0 | 3 | 0  | 19 | −19 |                                                                                  |  | 0–8 | —   | —   | —   |

### Grupo B
| Pos | Equipe        | Pts | J | V | E | D | GP | GC | SG | Classificado                                                                     |  | NZL | SOL | FIJ | VAN |
| --- | ------------- | --- | - | - | - | - | -- | -- | -- | -------------------------------------------------------------------------------- |  | --- | --- | --- | --- |
| 1   | Nova Zelândia | 9   | 3 | 3 | 0 | 0 | 9  | 1  | +8 | Qualificação para Copa das Nações da OFC de 2016 e Qualificação para Quarta Fase |  | —   | 1–0 | 3–1 | —   |
| 2   | Ilhas Salomão | 3   | 3 | 1 | 0 | 2 | 1  | 2  | −1 | Qualificação para Copa das Nações da OFC de 2016 e Qualificação para Quarta Fase |  | —   | —   | 0–1 | —   |
| 3   | Fiji          | 3   | 3 | 1 | 0 | 2 | 4  | 6  | −2 | Qualificação para Quarta Fase                                                    |  | —   | —   | —   | 2–3 |
| 4   | Vanuatu       | 3   | 3 | 1 | 0 | 2 | 3  | 8  | −5 |                                                                                  |  | 0–5 | 0–1 | —   | —   |

## Terceira fase
O sorteio para a terceira fase foi realizado em 8 de julho de 2016 na sede da OFC em Auckland, Nova Zelândia.
|  | Equipe qualificada para a final |
|  | Equipes eliminadas              |

### Grupo A
| Pos | Equipe         | Pts | J | V | E | D | GP | GC | SG | Classificado            |     | NZL | NCL | FIJ |
| --- | -------------- | --- | - | - | - | - | -- | -- | -- | ----------------------- | --- | --- | --- | --- |
| 1   | Nova Zelândia  | 10  | 4 | 3 | 1 | 0 | 6  | 0  | +6 | Avança para Quarta fase |     | —   | 2–0 | 2–0 |
| 2   | Nova Caledônia | 5   | 4 | 1 | 2 | 1 | 4  | 5  | −1 |                         |     | 0–0 | —   | 2–1 |
| 3   | Fiji           | 1   | 4 | 0 | 1 | 3 | 3  | 8  | −5 |                         | 0–2 | 2–2 | —   |     |

### Grupo B
| Pos | Equipe           | Pts | J | V | E | D | GP | GC | SG | Classificado            |     | SOL | TAH | PNG |
| --- | ---------------- | --- | - | - | - | - | -- | -- | -- | ----------------------- | --- | --- | --- | --- |
| 1   | Ilhas Salomão    | 9   | 4 | 3 | 0 | 1 | 6  | 6  | 0  | Avança para Quarta fase |     | —   | 1–0 | 3–2 |
| 2   | Taiti            | 6   | 4 | 2 | 0 | 2 | 7  | 4  | +3 |                         |     | 3–0 | —   | 1–2 |
| 3   | Papua-Nova Guiné | 3   | 4 | 1 | 0 | 3 | 6  | 9  | −3 |                         | 1–2 | 1–3 | —   |     |

1. ↑  A FIFA concedeu ao Taiti uma vitória por 3–0 como resultado das Ilhas Salomão colocarem o jogador inelegível Henry Fa'arodo, depois que o Taiti derrotou as Ilhas Salomão por 1–0. Fa'arodo falhou em cumprir uma suspensão de um jogo depois de receber dois cartões amarelos na Copa das Nações da OFC de 2016. [4]

### Final
O sorteio para esta fase (que decidiu a ordem das partidas) foi realizado em 15 de junho de 2017 na sede da OFC em Auckland, na Nova Zelândia.
O vencedor desta fase avançou a repescagem intercontinental. As partidas foram disputadas nos dias 1 e 5 de setembro de 2017.
| Equipe 1      | Total | Equipe 2      | 1.º jogo | 2.º jogo |
| ------------- | ----- | ------------- | -------- | -------- |
| Nova Zelândia | 8–3   | Ilhas Salomão | 6–1      | 2–2      |

## Repescagem intercontinental
A equipe campeã na Oceania enfrentou a equipe classificada em quinto lugar na América do Sul em partidas de ida e volta. O vencedor se classificou para a Copa do Mundo de 2018. Em 25 de julho de 2015 um sorteio definiu os emparelhamentos da repescagem entre as confederações, com o representante da OFC mandando a partida de ida.
| Equipe 1      | Total | Equipe 2 | 1.º jogo | 2.º jogo |
| ------------- | ----- | -------- | -------- | -------- |
| Nova Zelândia | 0–2   | Peru     | 0–0      | 0–2      |